# Cyathea leucolepismata
Cyathea leucolepismata är en ormbunkeart som beskrevs av Arthur Hugh Garfit Alston. Cyathea leucolepismata ingår i släktet Cyathea och familjen Cyatheaceae. Inga underarter finns listade.